# Krowiniec (Karkonosze)
Krowiniec (661 m n.p.m.) – szczyt w Karkonoszach, w obrębie Kowarskiego Grzbietu.
Jest najdalej na północny wschód wysuniętym szczytem Kowarskiego Grzbietu. Leży na zakończeniu bocznego ramienia, biegnącego na północny wschód od Czoła, nad Kowarami Górnymi. Od zachodu ogranicza go dolina Piszczaka, a od wschodu Jedlicy.
Zbudowany ze skał metamorficznych wschodniej osłony granitu karkonoskiego – przede wszystkim gnejsów.
Północne stoki zalesione, południowe odkryte.